# 捉刀
捉刀，指代別人行事、作文，從事此行為者俗曰「捉刀人」、「槍手」、「替槍」，是一種以代別人行事、作文，或代筆文學作品，如書、記事、劇本等為生的著作家。「槍手」、「捉刀人」也可指受他人委託，冒充他人出席考試的人。

## 典故
「捉刀」一詞，出自《世說新語》的故事：魏王曹操將要接見匈奴使臣，但自認容貌醜陋，姿貌短小，不足在外國稱雄，就命「眉疏目朗，鬚長四尺餘」的崔琰假裝魏王，接見匈奴使臣。曹操自己扮成侍衛的武士，持刀站在床頭。接見完畢，派間諜問匈奴使臣：「魏王何如？」使臣回答：「魏王之高雅名望果然非比尋常，但是床頭捉刀人乃英雄也！」曹操聽到此事，就派人追殺此識人之使臣。

## 事例
「捉刀人」又稱「刀客」、「刀手」，近代以來由刀而槍，又稱槍手。槍手與雇主私下交易並完成工作的過程被俗稱為「替槍」或「請槍」。此種行為通常是違規或違法，並嚴重擾亂社會的公平原則，從而遭到輿論譴責。雇主通常指學生（特別是大學學生）、作家或出版商。槍手所從事的工作包括替考、頂替面試、代寫畢業論文、代寫作業、文章或其他任何秘密工作。
高士奇、查慎行曾為清朝康熙帝的捉刀人，沈德潛曾為乾隆帝的捉刀人。沈德潛死後，其門人将他為乾隆捉刀的詩作编入他的文集，乾隆因此大為惱火，将该人抄家。

### 現今
時至今日，大學內的替槍作弊行為有日趨嚴重之態勢，並已經成為一種黑色產業。「槍手」一詞也因此往往特指該等受雇於大學學生的人，該等人通常是年長的學生、畢業生甚至是教師。